# إميل لاساريا
إميل لاساريا (بالأحرف اللاتينية Emil Lassaria) المولود في 3 أكتوبر/تشرين الأول 1981 في ترجوفيشت، رومانيا واسمه بالولادة إميل مارينيشكو (بالأحرف اللاتينية Emil Marinescu) هو دي دجاي ومنتج موسيقى روماني وميكسر في موسيقى الهاوس ميوزيك.
أصدر ألبوما مشتركا مع F.Charm وأغنيتهما 9MM أصبحت معروفة في كل أوروبا. كما اشتهرا بإعادة توزيع أغنية Guantanamera وأدت الأغنية المغنية الرومانية كايتلين.